# 山口昌子 (ジャーナリスト)
山口 昌子（やまぐち しょうこ、1940年9月5日 - ）は、日本のジャーナリスト、翻訳家。

## 来歴
大連市生まれ。慶應義塾大学文学部仏文科卒業後、産経新聞社入社。
1969年から1970年、フランス政府給費留学生としてパリ国立ジャーナリスト養成所で学ぶ。産経新聞教養部、夕刊フジ、外信部次長、特集部編集委員を経て、1990年まら2011年の21年間、フランスでパリ支局長を務める。
フランソワ・ミッテラン、ジャック・シラク、ニコラ・サルコジと大統領3代にわたりフランスを取材。
1994年、ボーン・上田記念国際記者賞を受賞。2001年フランス政府から「国家功労勲章（L’ORDRE NATIONAL DU MERITE）シュバリエ」を受章。
産経新聞パリ支局長時代の2010年、日本人ジャーナリストとして初めて「国家功労勲章オフィシエ」を受章した。
また、産経新聞を退職直後の2013年、「レジオン・ドヌール勲章シュヴァリエ」も受章している。さらに2023年には「レジオン・ドヌール勲章オフィシエ」を受賞した。

## 人物
「作家のアルベール・カミュや、アーネスト・ヘミングウェイに憧れて」新聞記者を目指した。夢を叶えた新聞記者生活、その大半をパリ特派員として過ごした山口は、産経新聞を退職する2011年、集大成として「仏はなぜ原発にこだわるか」「仏はなぜデモを愛するのか」「仏はなぜユーロを守るのか」と題し連載。「ちょっと軟弱で、きざで、感傷的な『おフランス』」という、とかく文化大国の面の目立つフランスが、現実逃避せず「原発王国」の道を歩むのは、「フランス人にとって『独立』とは、他者の支配を受けず従属もしない点で、『自由、平等、博愛』と同義語の大原則だ。多少のことでは『脱原発』に宗旨変えできない」ためだとして、フランスの国家アイデンティティーについて語り、この年3月の東日本大震災に伴う福島第一原子力発電所事故の影響で、政治も人心も右往左往している日本への警鐘とした。

## 著書
- 『大国フランスの不思議』（角川書店） 2001
- 『シャネルの真実』（人文書院） 2002、のち新潮文庫 2008、のち講談社＋α文庫 2016
- 『フランスよ、どこへ行く』（産経新聞出版） 2007
- 『エリゼ宮物語』（産経新聞出版） 2007、のち改題文庫化『大統領府から読むフランス300年史』（祥伝社黄金文庫） 2017
- 『ドゴールのいるフランス 危機の時代のリーダーの条件』（河出書房新社） 2010
- 『なぜ、フランスは一目置かれるのか プライド国家の流儀』（産経新聞出版） 2012
- 『原発大国フランスからの警告』（ワニブックス、PLUS新書） 2012
- 『フランス人の不思議な頭の中』（KADOKAWA） 2014
- 『フランス流テロとの戦い方 全仏370万人「私はシャルリ」デモの理由』（ワニブックス、PLUS新書） 2015
- 『パリの福澤諭吉 謎の肖像写真をたずねて』（中央公論新社） 2016
- 『パリ日記　特派員が見た現代史記録』全5巻（藤原書店） 2021 - 2023
  - 『Ⅰ ミッテランの時代 1990 - 1995』
  - 『Ⅱ シラクの時代 1 1995 - 2002』
  - 『Ⅲ シラクの時代 2 2002 - 2007』
  - 『Ⅳ サルコジの時代 2007 - 2011』
  - 『Ⅴ オランド、マクロンの時代 2011 - 2021』

## 翻訳
- 『もし私が嘘をついたら フランソワーズ・ジルー、生きた歴史を語る』（インタビュアー:クロード・グレイマン、サイマル出版会） 1976
- 『映画をわれらに』（ルネ・クレール、フィルムアート社） 1980
- 『権力の喜劇 フランス大統領』（フランソワーズ・ジルー、日本工業新聞社、Ohtemachi books）  1982
- 『フェミニズムの歴史』（ブノワット・グルー、白水社） 1982
- 『マリー・キュリー』（フランソワーズ・ジルー、新潮社） 1984
- 『東京発大統領の手紙が盗まれた』（フランソワーズ・ジルー、新潮社） 1986
- 『アルマ・マーラー ウィーン式恋愛術』（フランソワーズ・ジルー、河出書房新社） 1989